# مغد كاروليني

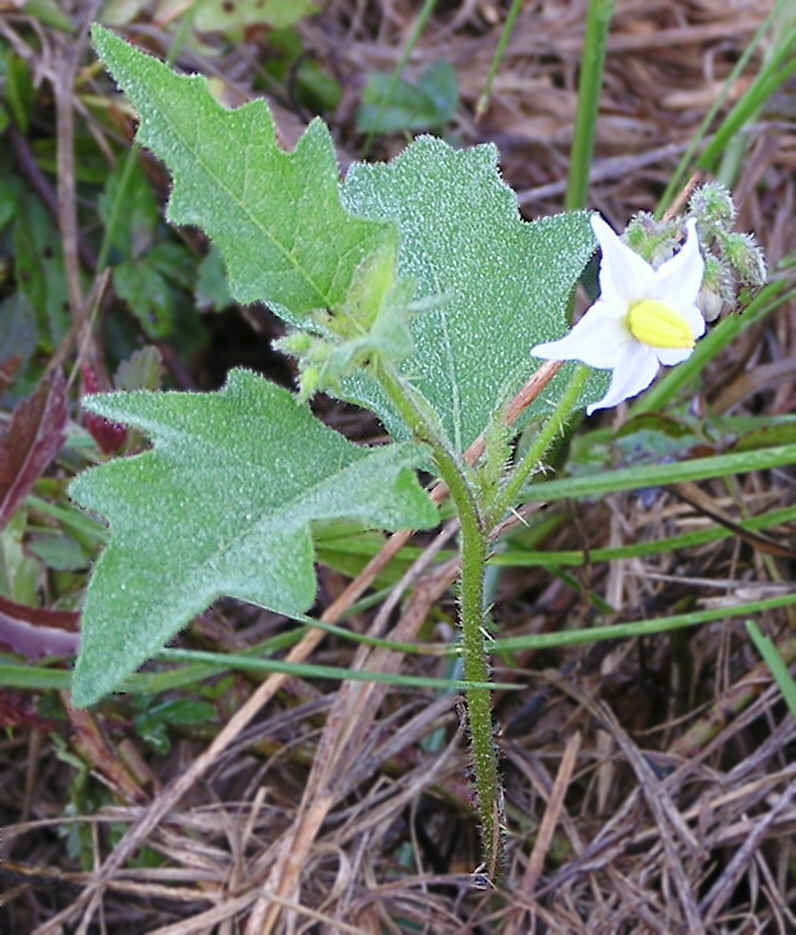
نبات مغد كاروليني فتي بزغت أوراقه وزهوره. لاحظ دوران الساق

المغد الكاروليني أو حَدَق الخَيْل (بالإنجليزية: the horsenettle)‏ نوع نباتي ينتمي إلى جنس المغد من الفصيلة الباذنجانية. اسمه العلمي (باللاتينية: Solanum carolinense).

## الوصف النباتي
أزهاره بيضاء مزرقة تشبه أزهار البطاطا. ثماره لبية صفراء برتقالية. كانت تستعمل في الطب. هو متوطن في جنوب شرق الولايات المتحدة وقد أصبح نباتا مجتاحا في أغلب أراضي الإقليم.